# Выше земли
«Выше земли» (англ. Higher Ground) — американо-канадский драматический телесериал о трудных подростках, обучающихся в вымышленной частной школе «Маунт-Хорайзон». Транслировался с 14 января по 16 июня 2000 года и был закрыт после первого сезона, в связи с продажей канала Fox Family.
В 2015 году сериал вышел на цифровых платформах Amazon и iTunes.

## Сюжет
Расположенная высоко в горах на северо-западе США частная школа «Маунт-Хорайзон» является пристанищем для подростков из «группы риска» — переживших насилие, употреблявших наркотики или имеющих проблемы с агрессией. В центре сюжета оказывается одна из групп трудных подростков под названием «Скалолазы», которые с помощью кураторов и друг друга учатся преодолевать свои страхи и решать конфликты. Предоставляя им не только нормальное среднее образование, но и строгий график занятий на свежем воздухе и психологическую помощь, работники «Маунт-Хорайзон» работают над тем, чтобы их подопечные обрели уверенность в себе и справились со своими личными трудностями.
Студенты сталкиваются с такими проблемами, как злоупотребление психоактивными веществами, депрессия, травля, сексуальное и физическое насилие, селф-харм, расстройства пищевого поведения и даже самоубийство.

## Персонажи и актёры

### Подростки («Скалолазы)»
- Скотт Барринджер (Хейден Кристенсен) — новый ученик в «Маунт-Хорайзон», 16-летний спортсмен-футболист и единственный ребёнок в семье. Когда Скотту было 15, его отец женился на молодой женщине, которая всего лишь немного старше самого Скотта. Мачеха насиловала Скотта, и опасаясь реакции отца, в случае если тот узнает о насилии, парень начал принимать наркотики (в основном курить марихуану). Он был исключен из футбольной команды, что поставило под угрозу его будущую учёбу в колледже. Это становится причиной отправки Скотта в «Хорайзон», где он попадает в группу «Скалолазов».
- Шелби Меррик (Эй Джей Кук) — дочь небрежной и равнодушной матери и жертва сексуального насилия со стороны отчима, Шелби начала убегать из дома в возрасте 15 лет. Живя на улице и находясь постоянно в бегах, Шелби обратилась к проституции как к средству выживания и начала злоупотреблять наркотиками. Несмотря на рост Шелби, её мать в конце концов нашла её и забрала домой. Однако, обнаружив, что она больше не может контролировать Шелби и помогать ей с эмоциональными проблемами, мать отправила её в «Маунт-Хорайзон». Она привыкла вымещать свою боль на других учениках, однако по мере развития сюжета Шелби постепенно начинает открываться Скотту, Дейзи и вожатым.
- Джульет (Меган Ори) — девушка из группы «Скалолазов», страдавшая от нервной булимии и имевшая проблемы с селф-хармом (наносила себе увечья ножом). Самовлюбленная мать Джульетты, у которой на протяжении многих лет было много мужей, постоянно словесно и эмоционально оскорбляла Джульетту в юности. Неспособная соответствовать стандартам, установленным её матерью, или контролировать какие-либо другие аспекты своей жизни, Джульетта выбрала путь саморазрушения, чтобы получить любовь и внимание, которых она жаждала. После того, как её дважды отправляли в отделение неотложной помощи больницы, где ей вставили трубки в горло в результате злоупотребления слабительными, Джульетту доставили в «Маунт-Хорайзон». Джульет влюбляется в Скотта и тот отвечает ей взаимностью, из-за чего у неё возникает конфликт с Шелби.
- Эзра Фридкин (Кайл Даунс) — один из группы «Скалолазов». Был усыновлен при рождении парой, которая таким образом пыталась решить собственные семейные проблемы. Когда брак закончился разводом, Эзра оказался в центре ссор своих родителей. Этот опыт заставил его быть угождающим, посредником в конфликтах, и последователем правил. В итоге парень пристрастился к наркотикам и начал злоупотреблять кетамином, от которого чуть не умер. После того, как пролежал две недели на реабилитации, его отправили в «Маунт-Хорайзон». Несмотря на остроумие и обаяние, Эзра имеет проблемы с уверенностью в себе и эмоциональной стабильностью.
- Дейзи Липеновски (Джуэл Стейт) — саркастичная готесса, дочь богатых родителей, злоупотребляющих алкоголем. Попала к «Скалолазам» в пятой серии, после того как избили своего отца клюшкой для гольфа. В первый же день пребывания в «Маунт-Хорайзон» ей приходится снять пирсинг и смыть готический макияж. Она обладает мрачным чувством юмора и увлекается гаданием на картах таро. Поначалу ведёт себя отстраненно от группы, но впоследствии начинает находить с остальными ребятами общий язык.

### Взрослые
- Питер Скарброу (Джо Ландо) — директор и главный администратор «Маунт-Хорайзон» в течение последних трех лет. В сотрудничестве с владельцем и основателем школы Фрэнком он превратил школу в одну из самых прогрессивных школ подобного типа на северо-западе Америки. До встречи с Фрэнком Питер достиг дна. Будучи в прошлом брокером в одной из крупных контор на Уолл-стрит, он в 28 лет пристрастился к кокаину, а затем к героину. Наркотики в конечном итоге привели Питера к разводу, и когда после первой передозировки и пребывания в реабилитационной клинике он снова начал употреблять наркотики, мужчина в конечном итоге оказался на улице. Выздоравливая в больнице Вашингтона после очередной почти смертельной передозировки, он встретил Фрэнка, чья философия нашла отклик у Питера.

## Производство
Сериал снимался в Ванкувере, Британская Колумбия. Съёмки начались в июле 1999 года . Первоначальное название сериала было «Cliffhangers» (рус. Скалолазы). К ноябрю у съемочной группы было всего 5–6 часов дневного света каждый день, поэтому большая часть драматического действия в середине эпизодов происходила в помещениях.
Fox Family и Lions Gate Films воспользовались программами налоговых льгот, предлагаемыми правительствами Канады и Британской Колумбии, для снижения затрат на производство. Программы требовали, чтобы основная часть производственных расходов, включая заработную плату, тратилась в Канаде. Поэтому американцы написали сценарии всех эпизодов, а остальная съёмочная группа и актёрский состав были канадцами.
Канадская певица и автор песен Сара Маклахлан полностью лицензировала свою песню «Angel» 1998 года всего за 10 000 канадских долларов, что является минимумом, допустимым по контракту с её звукозаписывающей компанией (песня играет в конце второй серии).
4 мая 2000 года продюсеры получили известие, что Хейден Кристенсен (исполнитель роли Скотта) получил роль в находящемся на тот момент в разработке фильме «Звёздные войны. Эпизод II: Атака клонов» (официальное объявление Lucasfilm было сделано 7 мая). Джордж Лукас узнал о Кристенсене, когда агент актёра прислал ему пилотный эпизод «Выше земли». В конце концов, сериал был отменен после первого сезона из-за продажи сети вещания в следующем году; сериал был частью производственной компании, которая не перешла в новую сеть и снята с эфира .